# Andrus Värnik

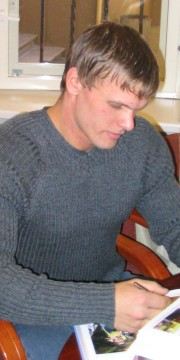
Andrus Värnik

Andrus Värnik, född 27 september 1977 i Antsla, Estniska SSR, Sovjetunionen, är en estländsk friidrottare som tävlar i spjutkastning.
Han är estländsk rekordhållare i spjut med 87,83, satt den 18 augusti 2003 i Valga, Estland.
Hans första stora mästerskap var Olympiska sommarspelen 2000 där han blev utslagen i kvalet. Hans första stora merit var när han vid VM 2003 blev silvermedaljör med ett kast på 85,17, endast slagen av ryssen Sergej Makarov. Han deltog vid Olympiska sommarspelen 2004 där han slutade på en sjätte plats med ett kast på 83,25.
Vid VM 2005 i Helsingfors lyckades han bli världsmästare med ett kast på 87,17. Han deltog även vid VM 2007 då han blev utslagen redan i kvalet.